# エビアン協定に関する住民投票
エビアン協定に関する住民投票（エビアンきょうていにかんするじゅうみんとうひょう、フランス語: Référendum sur les accords d'Évian）は、アルジェリア戦争を終結させ、アルジェリアの独立を保障することを決めるために、1962年4月8日に実施された住民投票。投票率は 75.3% で、そのうち90.8% が賛成票であった。

## 概要
続いて7月1日には、アルジェリアで2回目の住民投票が行なわれ、有権者たちは、「あなたは、1962年3月19日の協定に定められた条件で、フランスとの協力の上で、アルジェリアが独立国家になることを望みますか?」という質問について、賛否を問われた。こちらの投票に参加できたのは、アルジェリア在住者だけであった。この時点までに、ヨーロッパ人はほとんど、アルジェリア民族解放戦線 (FLN) に殺されるのを恐れて域外へ脱出しており、投票しなかった。この2回目の投票は、投票者の 99.7% 以上が賛成した。

## 結果
| 選択             | 得票数     | 得票率 |
| ---------------- | ---------- | ------ |
| 賛成             | 17,886,423 | 90.815 |
| 反対             | 1,809,074  | 9.19   |
| 有効票           | 19,695,497 | 94.69  |
| 無効票・白票     | 1,103,806  | 5.31   |
| 投票総数         | 20,799,303 | 100.00 |
| 有権者（投票率） | 27,582,072 | 75.41  |